# Jummobanahalli, Kudligi
Jummobanahalli là một làng thuộc tehsil Kudligi, huyện Bellary, bang Karnataka, Ấn Độ.